# Fontanès-de-Sault
Fontanès-de-Sault é uma comuna francesa na região administrativa de Occitânia, no departamento de Aude. Estende-se por uma área de 5,29 km². Em 2010 a comuna tinha 5 habitantes (densidade: 0,9 hab./km²).